# Montpezat-de-Quercy
Montpezat-de-Quercy település Franciaországban, Tarn-et-Garonne megyében. Lakosainak száma 1600 fő (2022. január 1.). Montpezat-de-Quercy Belfort-du-Quercy, Montdoumerc, Auty, Molières, Montalzat, Montfermier és Saint-Paul-Flaugnac községekkel határos.

## Népesség
A település népességének változása:
| Lakosok száma | 1513 | 1552 | 1591 | 1567 | 1579 | 1590 | 1600 | 1597 | 1600 |
|               | 2013 | 2015 | 2016 | 2017 | 2018 | 2019 | 2020 | 2021 | 2022 |